# Transfusion
Transfusion è un cortometraggio del 1910 diretto da Harry Solter.

## Produzione
Il film fu prodotto dall'Independent Moving Pictures Co. of America (IMP)

## Distribuzione
Il film - un cortometraggio di 293 metri - uscì nelle sale statunitensi il 28 marzo 1910, distribuito dall'Independent Moving Pictures Co. of America (IMP).